# スフォルツェスコ城
スフォルツェスコ城またはスフォルツァ城（イタリア語: Castello Sforzesco）は、イタリアのミラノにある城塞。現在は美術館としても公開されている。

## 歴史
現在見られる城は、14世紀に建てられた Castello di Porta Giovia (もしくは Zobia)と呼ばれる城の跡地に建てられたものである。また、ナポレオン戦争期と19世紀末にも大規模な解体と修復が行われている。
1358年から1370年ごろ、中世イタリア・ミラノの名族ヴィスコンティ家の僭主ガレアッツォ2世・ヴィスコンティによって、近くの市壁門の名前から「Castello di Porta Giova (もしくはPorta Zubia)」と呼ばれる城として建造命令がなされた。居城として子孫たちによって拡張されていったが、1447年にミラノで発足した短命政権「黄金のアンブロジアーナ共和国」によって破壊された。
1450年にミラノ公爵のフランチェスコ・スフォルツァがヴィスコンティ家の居城を改築して城塞とした。その後、16世紀から17世紀にかけて改装・増築され、ヨーロッパでも有数の規模の城塞となった。1796年この地を征服したナポレオン1世によって一部の施設が破壊されたが、1891年から1905年にかけて、建築家ルカ・ベルトラーミらによって修復された。
もともとは星型の形状の広大な城郭であったが、現存しているのは元々の面積の1/4程度以下であり、残りの敷地は公園や道路となっている。現在、スフォルツェスコ城の内部は市立博物館（スフォルツェスコ城博物館 Musei del Castello Sforzesco）となっている。内部にはミケランジェロの最後の作品「ロンダニーニのピエタ」などが展示されている。また、アッセの間の天井と壁には、レオナルド・ダ・ヴィンチが未完成の壁画を残しているが、後年、塗りつぶされている。この壁画については、2013年現在修復作業が続けられている。
2021年から2023年にかけて行われていた外壁（Ghirlanda）にある観光客にも公開されている地下通路をデジタル化する調査で、レオナルド・ダ・ヴィンチが1495年ごろに描いたスケッチなどの歴史資料から存在がささやかれていた第2の通路が発見された。城の防衛を突破された際に、兵士たちが使用するための通路とされている。

## ギャラリー

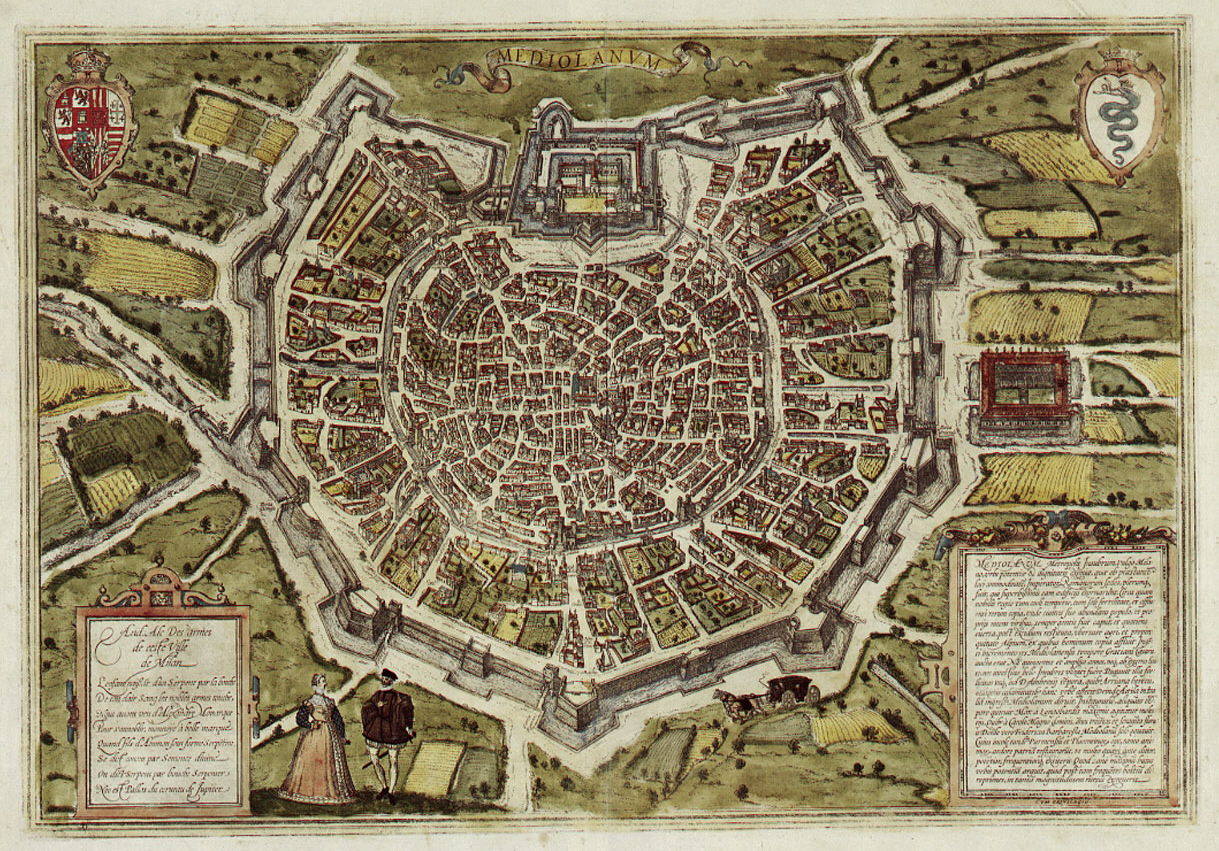
16世紀の都市の地図帳Civitates orbis terrarum(1593年版、ラテン語で「世界の都市」の意)に掲載されたミラノ
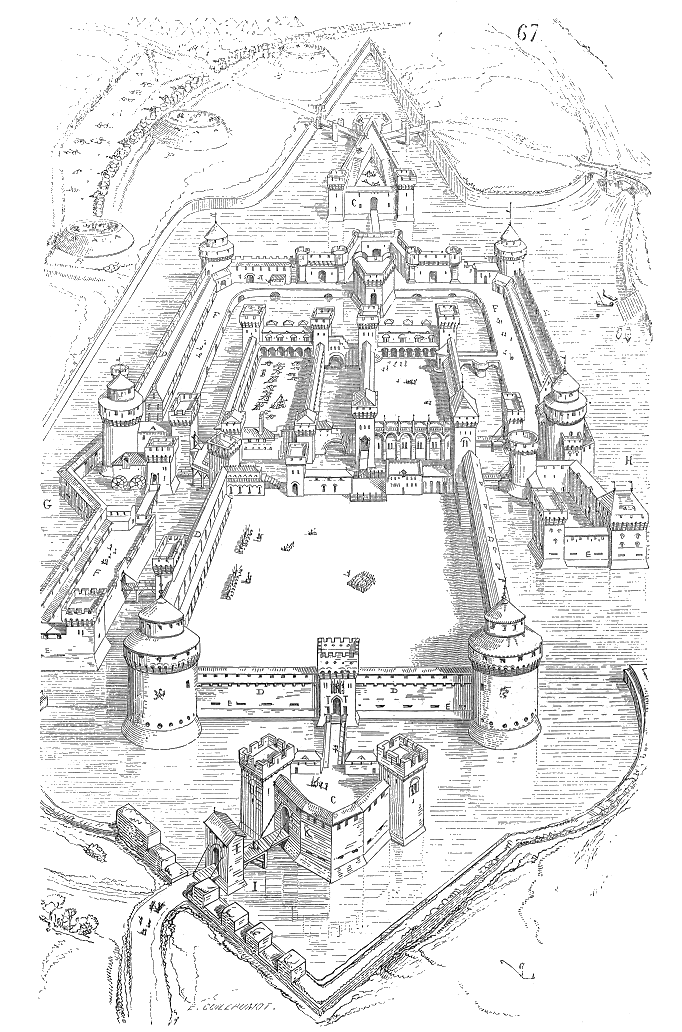
16世紀の城の間取り
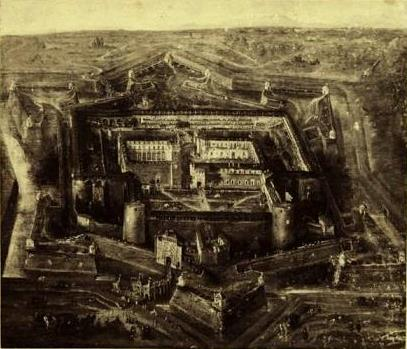
17世紀の城
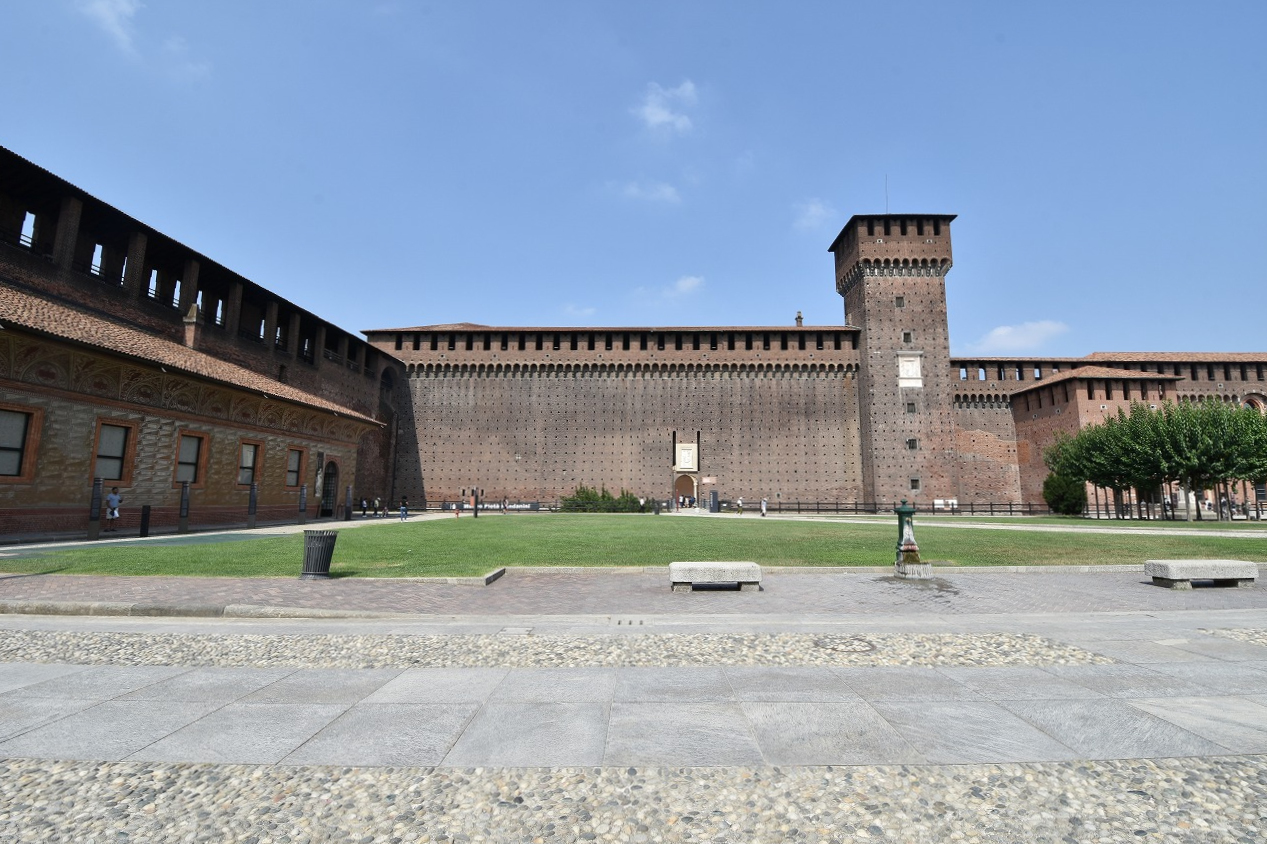
現在の中庭の様子。城壁内部は博物館になっており、見学時は上部回廊も通る。
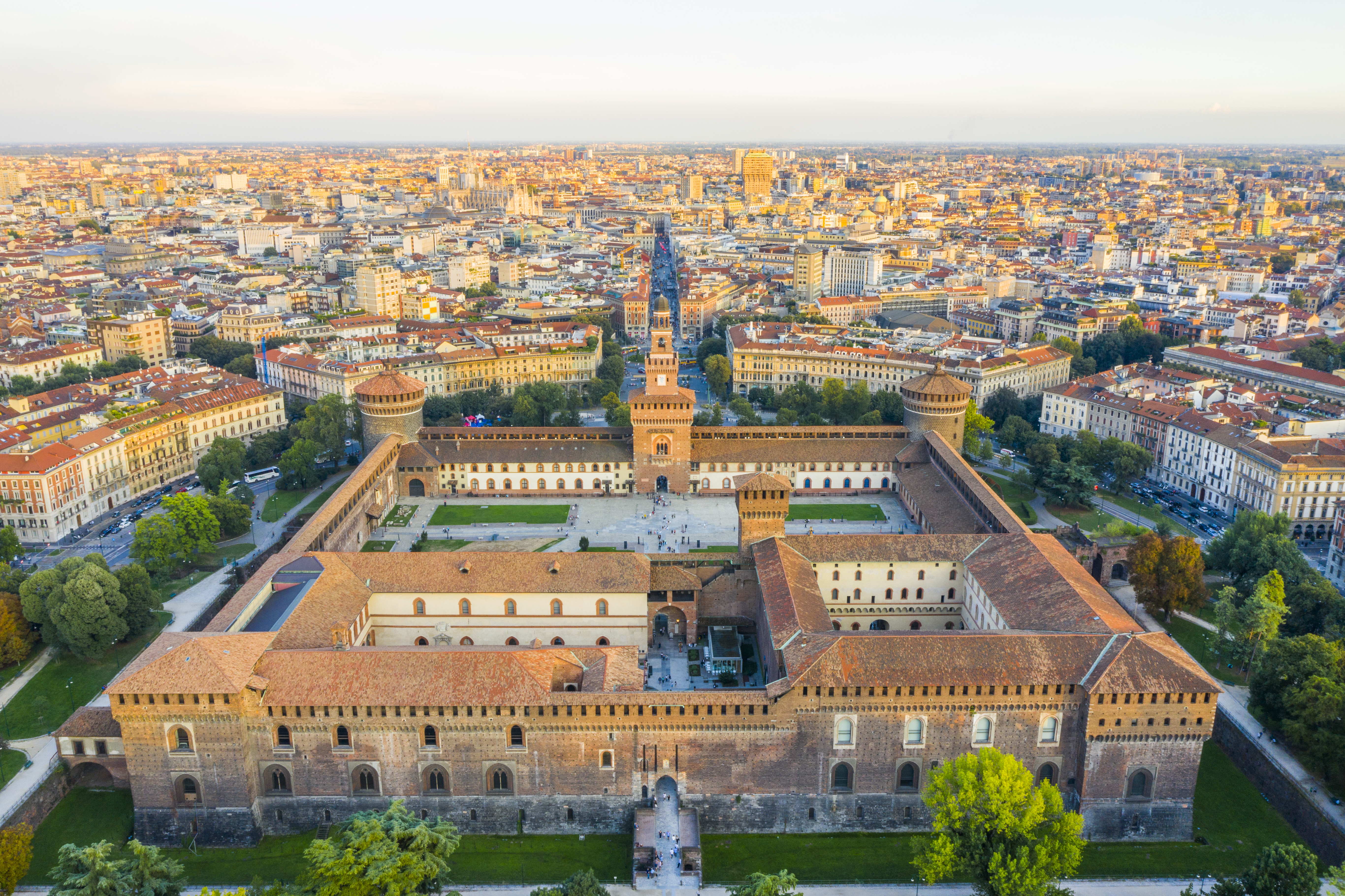
航空写真
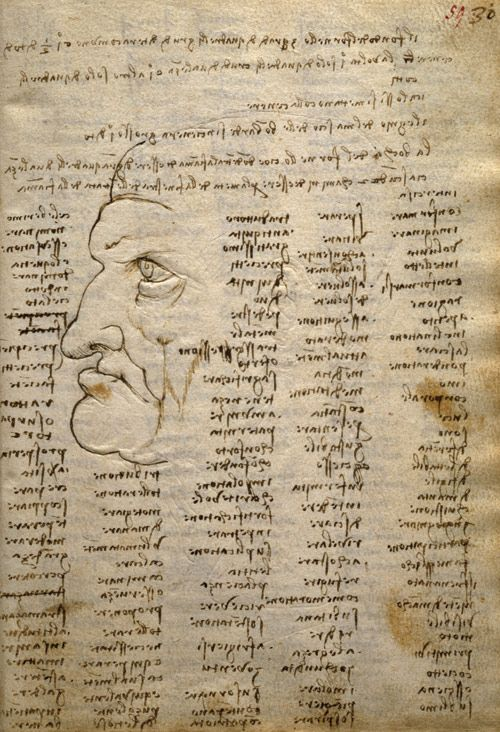
トリヴルツィアーナ図書館（イタリア語版）に保管されているレオナルド・ダ・ヴィンチ手稿『トリヴルツィオ手稿（英語版）』

## 城内の博物館
- ロンダニーニのピエタ美術館（Museo Pietà Rondanini - Michelangelo）
- スフォルツェスコ城 古代美術館（英語版）（Museo D'arte Antica）
- スフォルツェスコ城 絵画館（英語版）（Pinacoteca del Castello Sforzesco）
- ミラノ古代エジプト博物館（英語版）（Museo Egizio di Milano）
- ミラノ装飾芸術美術館（英語版）（Civiche Raccolte d'Arte Applicata di Milano）
- アンティーク家具・木彫博物館（英語版）（Museo dei mobili e delle sculture lignee）
- スフォルツェスコ城 楽器博物館（英語版）（Civico Museo degli Strumenti Musicali）
- トリヴルツィアーナ図書館（イタリア語版）